# Wärmerückgewinnung

Wärmerückgewinnung mit einer Rückwärmzahl von 0,8 bzw. 80 %

Wärmerückgewinnung (WRG) ist ein Sammelbegriff für Verfahren zur Wiedernutzbarmachung der thermischen Energie eines den Prozess verlassenden Massenstromes. Im einfachsten Fall, bei relativ kontinuierlicher Wärmeabgabe und -aufnahme, reicht ein Wärmeübertrager, sonst ist zusätzlich noch ein Wärmespeicher notwendig, beispielsweise ein Regenerator als Kurzzeit-Wärmespeicher.
Ziel der Wärmerückgewinnung ist die Minimierung des Primärenergiebedarfs. Neben energiewirtschaftlichen Bedürfnissen werden ökologische Forderungen erfüllt.

## Übersicht
Das Verfahren der Wärmerückgewinnung lässt sich bei Gasen, Flüssigkeiten oder festen Stoffen für Wärme- oder Kälteprozesse einsetzen. Wärmerückgewinnungssysteme lassen sich nach ihrem Wärmeübertrager einteilen in:
- Rekuperative Systeme
- Regenerative Systeme
- Regeneratoren
- Wärmepumpen

| WRG – System | mit Wärmeübertrager                 | Rück- wärmzahl | Rück- feuchtzahl | Übertragungsverhalten bei | Übertragungsverhalten bei | Übertragungsverhalten bei | Übertragungsverhalten bei | Übertragungsverhalten bei | Übertragungsverhalten bei |
| WRG – System | mit Wärmeübertrager                 | Rück- wärmzahl | Rück- feuchtzahl | Gerüche                   | Keime                     | Staub                     | Öl & Fett                 | Gase                      | Betriebs- störung         |
| Rekuperative Systeme |                                     |                |                  |                           |                           |                           |                           |                           |                           |
| | Plattenwärmeübertrager              | 0,4–0,8 (*)    | 0,0              | o                         | o                         | o                         | o                         | -                         | --                        |
| Plattenwärmeübertrager (feuchtedurchlässige Folien) | 0,4–0,8 (*)                         | 0–0,8          | o                | -                         | o                         | --                        | --                        | --                        |                           |
| Rohrbündelwärmeübertrager | 0,3–0,5 (*)                         | 0,0            | o                | o                         | o                         | o                         | -                         | --                        |                           |
| Regenerative Systeme |                                     |                |                  |                           |                           |                           |                           |                           |                           |
| - Kreislauf-Verbundsysteme | Kompakt-Wärmeübertrager             | 0,3–0,5        | 0,0              | +                         | +                         | +                         | +                         | +                         | +                         |
| - Kreislauf-Verbundsysteme | Gegenstrom-Schichtwärmetauscher     | 0,7–0,8        | 0,0              | +                         | +                         | +                         | +                         | +                         | +                         |
| - Wärmerohre | Schwerkraftwärmerohr (Thermosiphon) | 0,2–0,4 (*)    | 0,0              | o                         | o                         | o                         | o                         | o                         | o                         |
| - Wärmerohre | Kapillarwärmerohr                   | 0,5–0,8 (*)    | 0,0              | o                         | o                         | +                         | o                         | o                         | o                         |
| Regeneratoren |                                     |                |                  |                           |                           |                           |                           |                           |                           |
| - Rotoren | Rotor mit Sorption                  | 0,7–0,8 (*)    | 0,6–0,7          | o                         | -                         | o                         | o                         | --                        | --                        |
| - Rotoren | Rotor ohne Sorption                 | 0,7–0,8 (*)    | 0,1–0,2          | o                         | -                         | o                         | o                         | --                        | --                        |
| - Sonstige | Kapillargebläse                     | 0,2–0,4 (*)    | 0,2–0,4          | --                        | --                        | --                        | --                        | --                        | --                        |
| - Sonstige | Umschaltspeicher                    | 0,6–0,9 (*)    | 0,5–0,7          | --                        | --                        | --                        | --                        | --                        | --                        |
| Wärmepumpen |                                     |                |                  |                           |                           |                           |                           |                           |                           |
| | Kompressor-Wärmepumpe               | ./.            | 0,0              | +                         | +                         | +                         | +                         | +                         | +                         |
| Adsorptions-Wärmepumpe | ./.                                 | 0,0            | +                | +                         | +                         | +                         | +                         | +                         |                           |
| (--) ungeeignet, (-) weniger geeignet, (o) nur mit Hilfs- und Sonderkonstruktion geeignet, (+) geeignet (*) Leckage und/oder Mitrotation enthalten, (./.) fehlender Bezugsmaßstab |                                     |                |                  |                           |                           |                           |                           |                           |                           |

## Rückwärm- und Rückfeuchtzahl
Die Rückwärmzahl gibt das Verhältnis der übertragenen Temperatur zu dem Temperaturunterschied der Eintrittsmedien an und ist identisch mit dem Temperaturaustauschgrad, -wirkungsgrad bzw. -änderungsgrad. Die Rückwärmzahl lässt sich auf die Warm- und Kaltseite beziehen. Bei gleichem Wärmekapazitätenstrom sind im sensiblen Fall die Werte beider Rückwärmzahlen gleich. Die Wärmerückgewinnung im obigen Bild ergibt so zum Beispiel eine beidseitige Rückwärmzahl von (19 °C − 0 °C) / (24 °C − 0 °C) = (24 °C − 5 °C) / (24 °C − 0 °C) = 0,8 bzw. 80 %. Analog gibt die Rückfeuchtzahl die übertragene absolute Feuchte zu der maximal übertragbaren absoluten Feuchte an.

## Vorteile
- Verringerung der Anschlussleistungen [kW] für Heiz- und Kälteenergie
- Verringerung des Energieverbrauchs [kWh] für Heizung und Kühlung
- Verkleinerung oder Entfall von Heizkessel, Kältemaschine, Rückkühlwerk, Verrohrung, Technikzentrale, Schornstein, …
- Verringerung der Investitions- und Betriebskosten in anderen Gewerken (z. B. Heizung, Kühlung)
- Verringerung der Schadstoffemissionen
- Verringerung der Temperaturdifferenz (Entfall oder Verminderung des Nacherwärmers für komfortable Zulufttemp.)

## Anwendungen
Luftwechsel
Sowohl bei klimatisierten Gebäuden als auch bei Passivhäusern und Minergie-Häusern wird durch eine Lüftungsanlage der Energieinhalt der Abluft genutzt, um die Zuluft zu temperieren. In der kalten Jahreszeit wird die Zuluft erwärmt und in der warmen Jahreszeit gekühlt. Da neue Bauten zum Schutz gegen Außenlärm und Wärmeverluste dicht gebaut werden, wird kontrollierte Wohnraumlüftungen in Wohnbauten eingesetzt, um ausreichend Feuchtigkeit automatisch abführen und Bildung von Schimmel vorzubeugen. Hierbei kann auch Wärmerückgewinnung integriert werden. Umluftbetrieb wird nicht als Wärmerückgewinnung eingeordnet. Wärmerückgewinnungssysteme mit multifunktionaler Nutzung sind als Kälteanlage (Adiabate Maschine) verwendbar und können aus der Verdunstungskälte der Abluft kühlen.
Abwasser
Der Großteil des Warmwasser-Verbrauchs im Haushalt wird für die Körperpflege benötigt. Beim Duschen finden ein Fluss von warmem Abwasser und die Abnahme von Kaltwasser für die Wassererwärmung gleichzeitig statt. In einem Fallleitung-Wärmeübertrager wird das abfließende Abwasser gekühlt und das zufließende Kaltwasser aufgewärmt. Das angewärmte Kaltwasser fließt dann weiter in den Warmwasserbereiter und braucht bis zu 35 % weniger Energie, um auf 60˚C aufgewärmt zu werden. Normalerweise ist die Temperatur des gemischten Abwassers von Wohnhäusern so niedrig, dass die darin enthaltene thermische Energie nur mit Wärmepumpen genutzt werden kann (vgl. Abwasserwärmerückgewinnung). Wärmeüberträger für Stellen, an denen ausreichend warmes Wasser anfällt (Dusche, Badewanne) sind noch relativ wenig verbreitet, obwohl sie zurzeit wirtschaftlich sind. Eine interessante Entwicklung sind Duschkabinen, Duschwannen und Fallleitung Wärmeübertrager, bei denen das Kaltwasser mit dem Abwasser aufgewärmt wird. Dadurch wird das Kaltwasser vorgewärmt und kann direkt verwendet bzw. in Warmwasserbereiter eingespeist werden. Fazit: eine deutliche Senkung des benötigten Energieverbrauchs für Warmwasser.
Industrielle Prozesse

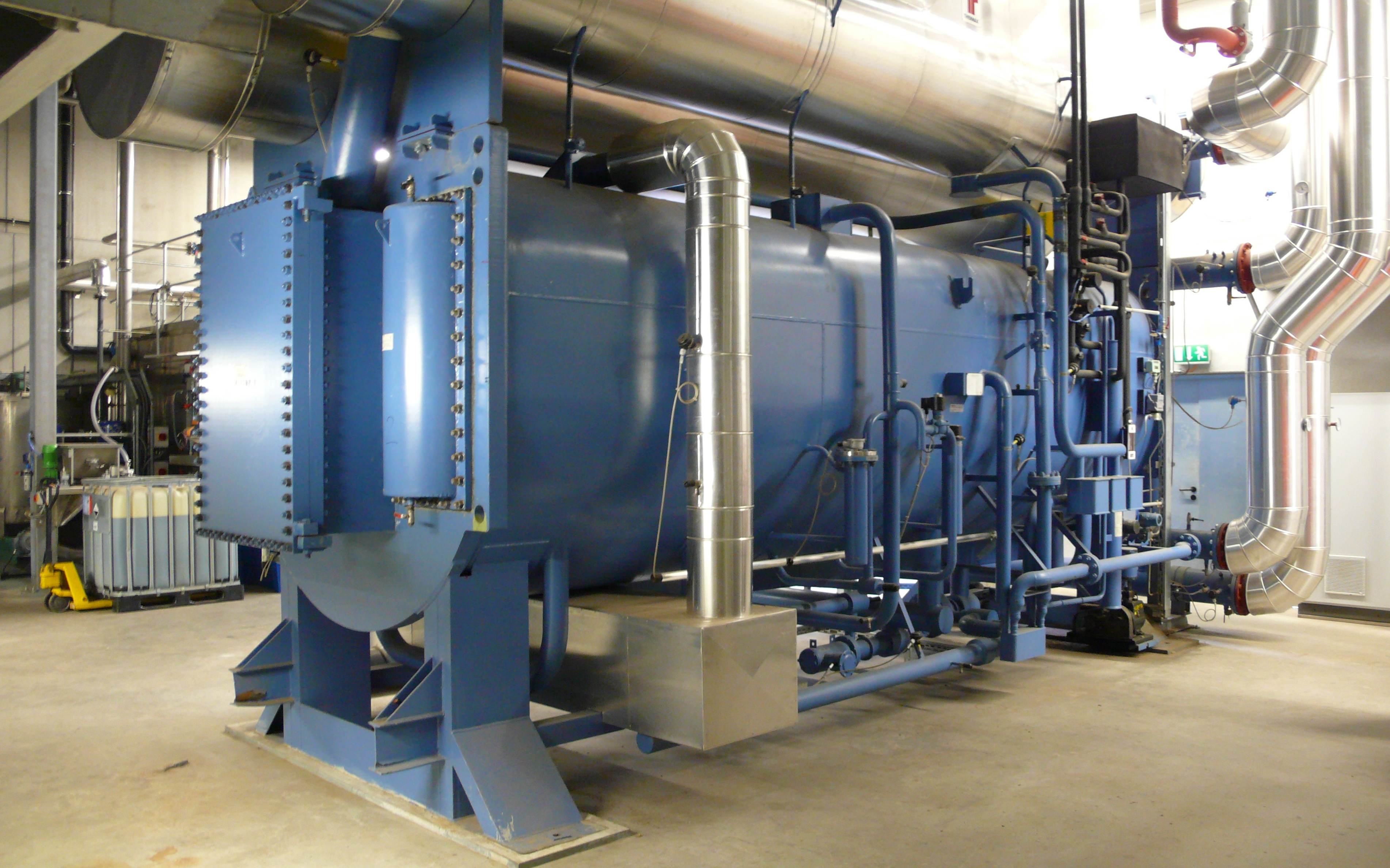
14.000-kW-Absorptionswärmepumpe zur Nutzung industrieller Abwärme in einem österreichischen Fernheizwerk

 Bei vielen industriellen Prozessen sind hohe Temperaturen notwendig. Beim Abkühlen der Produkte, aber auch der erhitzten Umgebungsluft oder anderer Gase, die beim Prozess aufgewärmt werden, kann Wärme zurückgewonnen werden. Man kann diese Wärme auf niedrigen Temperaturniveaus rekuperativ (d. h., dass beide Fluide in getrennten Systemen verlaufen) in den Prozess einbringen oder sie für Heizzwecke verwenden. Weiterhin kann man die Wärme in Elektroenergie wandeln. Da Abwärme meistens auf niedrigem Temperaturniveau anfällt, ist eine Wandlung in Elektroenergie meistens nur mit Hilfe des ORC-Prozesses möglich.
Exotherme Reaktionen
Bei einigen industriellen Prozessen beinhaltet der Massenstrom, der den Prozess verlässt neben der Wärme brennbare Gase und kann durch deren Verbrennung weitere Wärme bereitstellen. Bei einem Winderhitzer wird der für den Hochofenprozess bereitgestellte „Heißwind“ durch Rückgewinnung der Gichtgaswärme und durch die Verbrennung des Gichtgases und zugeführtem Erdgas erzeugt. Mit dieser Technik wurde es im 19. Jahrhundert möglich den „Heißwind“ bis auf Temperaturen von etwa 1300 °C zu steigern. Erst dadurch wurde die Herstellung einiger Legierungen wirtschaftlich erfolgreich, wie Ferromangan, das seinerzeit für den Kriegsschiffbau wichtig war, und Ferrosilicium.
Auspuffwärmerückgewinnungssystem
In neueren Kraftfahrzeugen wird per Auspuffwärmerückgewinnungssystem die Abwärme aus dem Verbrennungsmotor wiedergewonnen, da Verbrenner und bis 45 % der Energie in Antrieb umsetzen.
Die Nutzung der Abgase von Dampfkesseln („Economiser“) und Kraftwerken (Kraft-Wärme-Kopplung) wird im Allgemeinen nicht als Wärmerückgewinnung bezeichnet.